# Мухаммад Ґорі
Мухаммад Ґорі або Мухаммад з Ґурі (1149 — 15 березня 1206) — афганський полководець, що зумів завоювати велику територію Афганістану і Північної Індії, на якій встановив владу династії Гуридів. Повне його ім'я Муізз уд-Дін Абу-л-Музаффар Мухаммад ібн Саамі I, султан Шахаб-уд-дін Гурі («метеор віри»).

## Життєпис

### Молоді роки
Походив з династії Гурідів. Син маліка Баха ад-Діна Сама I. Здобув класичну мусульманську освіту під орудою свого стрийка Ала ад-Діна Хусейна. У 1163 році підтримав брата Гіяса в боротьбі за владу.
1173 року його старший брат Гіяс ад-Дін Мухаммад, що став першим султаном Гурідів, призначив Мухаммеда правителем східній частині держави з центром в Газні.

### Перші походи до Індії
Спочатку Мухаммед зумів помітно посилити військо, що отримав від брата. Воно являло собою переважно кінноту, здатну здійснювати швидкі переходи. Основним напрямком походів обрав собі держави Північної Індії, де були багатства й немусульмани, чим вирішувалися дві цілі: збагачення та боротьба з невірними.
Перший індійський похід Мухаммед здійснив у 1175 році. Він зумів перемогти правителів Мултану з династії Газневидів. Ця перемога дала йому величезну військову здобич внаслідок плюндрування Мултана. Багаті трофеї залучили до війська султана Газні багато кінних вояків з кочових племен. Того ж року разом зі старшим братом захопив Герат, перемігши сулджукського намісника Баха ад-Діна Тогрула.
У 1178 році військо Мухаммеда Ґорі вдерлася до Гуджарату, де захопило місто Анхілпур, але у вирішальній битві при Каядарі проти раджпутів на чолі із Мулараджею II Соланкі, Мухаммед зазнав повної поразки. Раджа та його мати Наікідеві тактично грамотно обрали поле битви і не дозволив мусульманської кінноті маневрувати на ньому. Позбавлена швидкості степова кіннота потрапила під удар гуджаратци і була розбита. Також багато вояків загинуло під час відступу через пустелю до Мултану.

### Підкорення Пенджабу
Ця поразка багато чому навчило Мухаммеда Ґорі. Він вирішив перш за все подбати про власні тили і лише після цього вирішив продовжити походи на землі Північної Індії. З 1179 до 1191 року займався об'єднанням Пенджабу під своєю владою. Для початку у 1179 році він захопив велике місто Пешевар. Володіння ним давало контроль над торговими шляхами. У 1186 році разом з братом султаном Гіясом остаточно знищив династію Газневідів, перемігши останнього їх представника — Хусров-маліка, султана Лахора. Після цього газнійські війська під особистим командуванням султана Мухаммеда здійснили в 1187—1191 роках низку вдалих походів по території верхньої течії річки Інд, незмінно повертаючись додому з мінімальними втратами в людях та з багатою військовою здобиччю. У 1190 році прийшов на допомогу Гіясу, який воював з Султан-Шахом, володарем Мерва. Того ж року приєднав до держави Гурідів значну частину Хорасану.

### Війни з раджпутами
З приборканням останнього пенджабського князька почалася підготовка до нового вторгнення до Індії. У 1191 році рушив Танешвар. У Першій битві при Тараїні (або битва при Сурсуті) Мухаммед Ґорі зазнав поразки від раджпутів на чолі із Прітхвіраджа III. Індійці зуміли під час битви взяти в кільце газнійське військо і почати її розгром. Слони своїм виглядом і запахом приводили в сум'яття коней мусульман, і вони виходили з підпорядкування вершників. Індійські лучники виявилися більш численними. В результати поразка мусульман виявилася повною, Мухаммед Ґорі ледь врятувався, хоча був важко пораненим.
Повернувшись до Газні, він після одужання став самим ретельним чином готуватися до нового походу на Танешвар. Йому довелося створювати нове військо, на що він витратив чимало коштів з раніше взятої військової здобичі. У 1192 році відбулася Друга битва при Тараїні, де війську Ґорі протистояла індійська коаліція на чолі із Прітхвіраджем III. Битва точилася з перемінним успіхом. Вирішальну роль в ній зіграли кінні лучники-газнійці, що відрізнялися влучністю і рухливістю. Надвечір військо раджпутів виявилася розгромленим, а її командувач потрапив у полон. Правитель Газні наказав негайно його стратити. Ця перемога відкрила шлях до інших областей Північної Індії. Спочатку було захоплено Делі, яке було розграбовано. Зі значною здобиччю Ґорі повернувся до Газні.
Своє військо в Індії він залишив на здатного воєначальника, колишнього раба Кутб-ад-Діна Айбека. Йому доручалося завоювання інші північноіндійських земель і доставка захоплених скарбів до Газні. Кутб-ад-Дін Айбак діяв сміливо і рішуче. Кінна мусульманська армія не знала поразок в зіткненнях з індійськими військами, захопивши 1193 року Аджмер, Самана, Кохрам, Хансі. У 1194 році Айбак захопив багате місто Бенарес (сучасний Варанасі), перемігши у битві при Чандаварі. Згодом успішно боровся з раджпутами в Гуджараті і в 1198—1199 роках опанував Бадауном і Канауджом. Водночас підкорено східні райони Бенгалії.
В цей час Мухаммед Ґорі збирав війська для походів в Середній Азії. У 1200 році разом з султаном Гіяс-ад_діном рушив проти Хорезмійської держави. Спочатку було захоплено Нішапур. Після цього Мухаммед самостійно рушив до важливого міста Рей (Північний Іран). В наступні роки здійснював походи до Індії, дійшовши до Бенгалії та Декану. В Бенгалі було поставлено намісником раба Гурідів — Іхтіяра Уд-діна Мухаммеда Хільджі.

### Султан
У 1202 році після смерті старшого брата стає султаном держави Гурідів, провівши обряди в столиці Фірозкохі, об'єднавши усі володіння представників своєї династії. Втім того ж року вимушений був захищати Герат від нападу Мухаммеда II, шаха Хорезму. Перемігши ворога він переслідував того до самої столиці Гурганж. Але Мухаммед Ґорі вимушений був відступити під тиском каракитаїв, союзників хорезмшаха. На зворотньому шляху Мухаммед зазнав поразки у битві при Андхуді, але зумів повернутися до Ґорі.
1203 року Мухаммед Ґорі розпочав підготовку до нової війни з Хорезмом. Втім в цей час почалося повстання в Пенджабі. Протягом 1204—1205 років він відновив владу на усіх своїх землях. У 1205—1206 років знову діяв в Північній Індії. На зворотньому шляху до Газні біля міста Джелум його було вбито 15 березня 1206 року за різними версіями ісмаїлітами, гахами або хохарами. Після цього держава Гурідів розпалася.